# Chūō-ku (Osaka)
Chūō-ku (中央区?, Chūō-ku, letteralmente: quartiere centrale) è uno dei 24 quartieri di Ōsaka, in Giappone. Ha un'area di 8,88 km² e, a tutto il 1º gennaio 2017, contava su una popolazione di 95 500 abitanti. All'interno dell'area si trovano il nuovo distretto finanziario cittadino (Osaka Business Park), la sede della prefettura, importanti distretti per lo shopping e la vita notturna, diversi consolati stranieri e gli uffici principali cittadini di istituti finanziari e grandi gruppi industriali.

## Economia

### Mass media

#### Stazioni televisive
- NHK Sede di Osaka - Otemae
- Yomiuri Telecasting Corporation - Shiromi Nichome (Osaka Business Park)
- TV Osaka - Otemae

#### Giornali
- Nihon Keizai Shimbun - Otemae

## Punti di interesse
- Amerikamura
- Dōtonbori
- Teatro Nazionale Bunraku
- Osaka Business Park
- Castello di Osaka
- Shinsaibashi

## Stazioni ferroviarie
- JR West
  - Stazione di Morinomiya
  - Stazione di Osakajō-kōen
  - Stazione di JR Namba
- Ferrovie Keihan
  - Stazione di Kitahama
  - Stazione di Yodoyabashi
  - Stazione di Temmabashi
- Ferrovie Kintetsu
  - Stazione di Ōsaka Namba
  - Stazione di Kintetsu Nippombashi
- Ferrovie Hanshin
  - Stazione di Ōsaka Namba
- Metropolitana di Osaka (Indicate le maggiori stazioni)
  - Yodoyabashi
  - Hommachi
  - Shinsaibashi
  - Namba
  - Morinomiya
  - Tanimachi Yonchōme
  - Tanimachi Rokuchōme
  - Sakaisuji-Hommachi
  - Nagahoribashi